# St Oswalds
St Oswalds var en civil parish från 1895 till 1935 då den blev en del av Durham, Shincliffe och Sunderland Bridge, i grevskapet Durham, i England. Civil parish hade 523 invånare år 1931.